# Malizna admirabilis
Espèce
Malizna admirabilis est une espèce d'araignées aranéomorphes de la famille des Salticidae.

## Distribution
Cette espèce se rencontre au Nigeria, au Ghana et en Ouganda.

## Description
La carapace des mâles mesure de 2,0 à 2,3 mm de long sur de 1,5 à 1,7 mm et l'abdomen de 1,3 à 1,5 mm de long sur de 0,9 à 1,0 mm et la carapace des femelles mesure de 1,8 à 2,1 mm de long sur de 1,4 à 1,6 mm et l'abdomen de 1,7 à 2,1 mm de long sur de 1,3 à 1,6 mm.

## Systématique et taxinomie
Cette espèce a été décrite par Wesołowska en 2021.

## Publication originale
- Wesołowska, 2021 : « Five new jumping spiders from Nigeria (Araneae: Salticidae: Thiratoscirtina). » Arachnology, vol. 18, no 9, p. 998-1005.